# Gabriello Chiabrera
Gabriello Chiabrera (ur. 8 czerwca 1552 w Savonie, zm. 14 października 1638 tamże) – włoski poeta.

## Życiorys

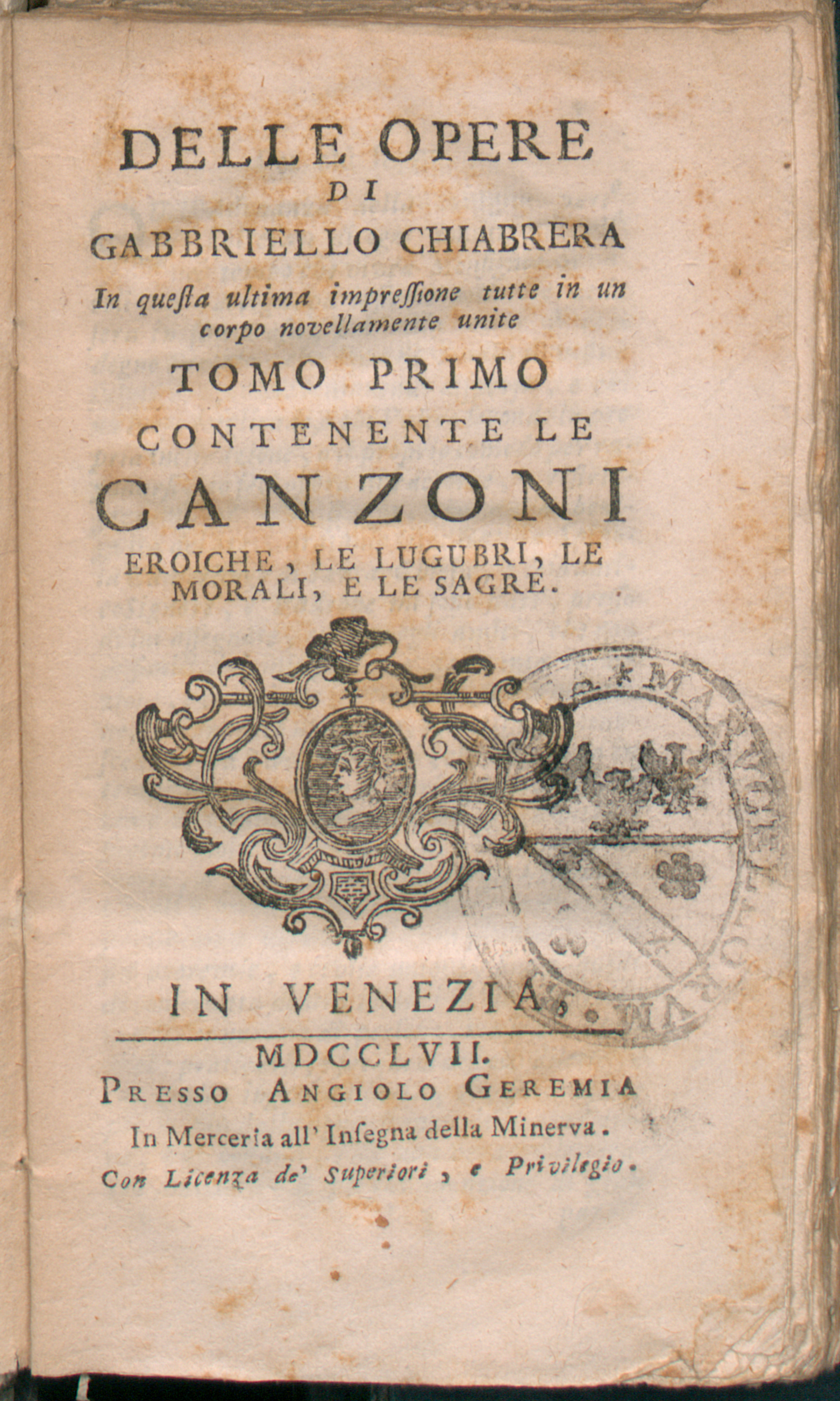
Opere, 1757

Studiował filozofię w kolegium jezuickim w Rzymie. W swojej twórczości (odach i kanonach) naśladował poezje Anakreonta i Pindara, których był wielbicielem. Wzorował się także na twórcach francuskiej Plejady. Cieszył się poparciem papieża i wielu dworów książęcych. Jest również autorem bohaterskich poematów epickich, tragedii, eklog i dramatu muzycznego Rapimento di Cefalo (1600, z muzyką Cacciniego). Przyczynił się do powiększenia zasobu włoskich form wersyfikacyjnych, przygotowując grunt pod eksperymenty metryczne późniejszych, zwłaszcza dziewiętnastowiecznych poetów. Używał czterozgłoskowca, pięciozgłoskowca, sześciozgłoskowca, ośmiozgłoskowca i dziewięciozgłoskowca, a nie tylko najpopularniejszych dotąd jedenastozgłoskowca (endecasillabo) i siedmiozgłoskowca.